# Županec
Županec is een plaats in de gemeente Mali Bukovec in de Kroatische provincie Varaždin. De plaats telt 217 inwoners (2001).